# Marsha Linehan
Pour les articles homonymes, voir Linehan.
Marsha M. Linehan, née le 5 mai 1943 à Tulsa, est une psychologue et une essayiste américaine. Elle est la créatrice de la thérapie comportementale dialectique (DBT), un type de psychothérapie qui combine des notions de neurosciences, de psychothérapie cognitivo-comportementaliste  avec des concepts zen comme l'acceptation et la pleine conscience (mindfulness),.
Marsha Linehan est professeure de psychologie et de sciences comportementales à l'université de Washington à Seattle et directrice du Behavioral Research and Therapy Clinics. Ses intérêts principaux sont le trouble de la personnalité borderline, l'application de modèles comportementaux aux comportements suicidaires et aux troubles liés à la prise de substances donnant lieu à abus (telles que l'alcool, les amphétamines, le cannabis, les opiacés, etc.), aux effets secondaires de médication, ou à l'exposition d'un toxique.

## Biographie

### Jeunesse
Marsha Linehan est née à Tulsa en Oklahoma. En mars 1961, elle est diagnostiquée de troubles schizophréniques à l'"Institut of Living" de Hartford dans le Connecticut, où elle était hospitalisée. Marsha Linehan a été soumis à la thérapie par électrochocs, la solitude, ainsi que des traitements de Chlorpromazine et de Chlordiazépoxide. Elle a déclaré qu'en réalité elle souffrait d'un trouble de la personnalité limite. Dans une interview en 2011 au New York Times, Marsha Linehan a déclaré qu'elle « ne se souvient pas » avoir pris des médicaments psychiatriques après avoir quitté l'hôpital quand elle avait 18 ans.
Elle est diplômée « cum laude » de l'université Loyola de Chicago en 1968 d'un bachelor en psychologie. Elle a obtenu un master en 1970 et un doctorat de psychologie en 1971. Pendant son temps à l'université Loyola, Marsha Linehan a été assistante en psychologie.

### Carrière
Après avoir quitté l'université Loyola de Chicago, Marsha Linehan a commencé un stage postdoctoral au service de la prévention des suicides et de la gestion de crise à Buffalo, entre 1971 et 1972. Pendant ce temps, elle a été professeur adjoint à l'université de Buffalo, l'université d'État de New York. Après Buffalo, elle a effectué un stage post-doctoral en modification du comportement à l'université de Stony Brook. Marsha Linehan est ensuite retournée à son alma mater à l'université Loyola de Chicago (1973) et a été nommé professeur adjoint à l'université jusqu'en 1975. Pendant ce même temps, elle a également été assistante professeur en psychologie à l'université catholique d'Amérique à Washington de 1973 à 1977.

## Publications (sélection)
- DBT Skills Training: Manual, éd. The Guilford Press, 2014,
- DBT Skills Training Handouts and Worksheets, éd. The Guilford Press, 2014,
- Skills Training Manual for Treating Borderline Personality Disorder, éd. The Guilford Press, 2013,
- This One Moment: Skills for Everyday Mindfulness, éd. Behavioral Tech, LLC, 2005,
- Getting Through A Crisis Without Making It Worse: Crisis Survival Skills: Distracting And Self-soothing, éd. The Guilford Press, 2003,
- From Suffering to Freedom: Practicing Reality Acceptance, éd. Behavioral Tech, LLC, 2003,
- Opposite Action: Changing Emotions You Want to Change, éd. Behavioral Tech, LLC, 2000, rééd. 2007,
- Treating Borderline Personality Disorder: The Dialectical Approach, éd. The Guilford Press, 1995,
- Understanding Borderline Personality Disorder: The Dialectical Approach,  éd. The Guilford Press, 1995,
- Cognitive-Behavioral Treatment of Borderline Personality Disorder, éd. The Guilford Press, 1993,